# تشارلز أ. بلانشارد
تشارلز أ. بلانشارد (بالإنجليزية: Charles A. Blanchard)‏ هو محامي أمريكي، ولد في 14 أبريل 1959.